# Đuđevina
Đuđevina este un sat din comuna Kolašin, Muntenegru. Conform datelor de la recensământul din 2003, localitatea are 59 de locuitori (la recensământul din 1991 erau 137 de locuitori).

## Demografie
În satul Đuđevina locuiesc 52 de persoane adulte, iar vârsta medie a populației este de 47,2 de ani (42,6 la bărbați și 51,9 la femei). În localitate sunt 24 de gospodării, iar numărul mediu de membri în gospodărie este de 2,46.
|  |

| Demografie | Demografie | Demografie |
| An         | Locuitori  | Locuitori  |
| ---------- | ---------- | ---------- |
|            |            |            |
|            |            |            |
|            |            |            |
|            |            |            |
| 1948       | 340        |            |
| 1953       | 348        |            |
| 1961       | 223        |            |
| 1971       | 206        |            |
| 1981       | 175        |            |
| 1991       | 137        | 127        |
| 2003       | 59         | 59         |

| \| Componența etnică conform recensământului din 2003[2] \| Componența etnică conform recensământului din 2003[2] \| Componența etnică conform recensământului din 2003[2] \| Componența etnică conform recensământului din 2003[2] \| Componența etnică conform recensământului din 2003[2] \| \| ----------------------------------------------------- \| ----------------------------------------------------- \| ----------------------------------------------------- \| ----------------------------------------------------- \| ----------------------------------------------------- \| \| \| \| \| \| \| \| Muntenegreni \| Muntenegreni \| \| 41 \| 69,49% \| \| Sârbi \| Sârbi \| \| 15 \| 25,42% \| \| necunoscută \| necunoscută \| \| 0 \| 0% \| |              |  |    |        |
| Componența etnică conform recensământului din 2003 |              |  |    |        |
| |              |  |    |        |
| Muntenegreni | Muntenegreni |  | 41 | 69,49% |
| Sârbi | Sârbi        |  | 15 | 25,42% |
| necunoscută | necunoscută  |  | 0  | 0%     |